# Tricky Sam Nanton
Tricky Sam Nanton, geboren als Joseph N. Irish (New York, 1 februari 1904 – San Francisco, 20 juli 1946), was een Amerikaanse jazztrombonist, die bekend stond om zijn innovatieve grom- en dempertechniek (wah-wah) in het Duke Ellington Orchestra.

## Biografie
Nanton was begin jaren 1920 bij Cliff Jackson, Fraziers Harmony Five (1923/4) en Elmer Snowden (1925), voordat hij in 1926 bij Duke Ellington kwam. Hier perfectioneerde hij het demperspel, dat al was ontwikkeld door de trompettist Bubber Miley in de Ellington Band en dat aanzienlijk bijdroeg aan het kenmerkende jungle-geluid van de band. Hij speelde met een kegeldemper in de hoorn naast de plunjer, wat het spel technisch heel gemakkelijk maakte, omdat de constante aanpassing van de stemming met de lippen werd verminderd. Vanwege zijn innovatief gebruik van dempers, waardoor hij de meest uiteenlopende stemmen met de trombone kon imiteren, kreeg hij de bijnaam Tricky Sam. Hij wist zijn melodisch eenvoudige, maar tonaal en ritmisch genuanceerde speelstijl te bespelen in een breed scala tussen aangrijpende klaagzang en een humoristische imitatie van de menselijke stem. Naast zijn betrokkenheid bij de Ellington-band nam Nanton platen op met Ellington-muzikanten zoals Johnny Hodges, Rex Stewart, Sonny Greer en Cootie Williams.
Tot de beste opnamen met soli van Nanton, samen met Duke Ellingtons Orchestre, behoren Black And Tan Fantasy, Washington Wobble, Red Hot Brand (1927), Jubilee Stomp, Tishomingo Blues, The Blues With A Feeling (1928), Flaming Youth, Tiger Rag, Harlemania, Harlem Flat Blues, Stevedore Stomp, Nights In Harlem, Old Man Blues (1930), Echoes Of The Jungle (1931), It Don't Mean a Thing, Lightin (1932), Harlem Speaks (1933), In A Jam (1936), New Black and Tan Fantasy (1938), Ko Ko, Side Walks Of New Yorks, Chloe (1940), Blue Serge, Jump For Joy (1941), Main Stam (1942), Work Song (1944), Black And Tan Fantasy (1945).

## Overlijden
Tricky Sam Nanton overleed in juli 1946 op 42-jarige leeftijd aan een beroerte in een hotel in San Francisco, nadat hij lange tijd afwezig was geweest vanwege gezondheidsproblemen (hij was alcoholist). Ellington zocht altijd naar mensen die qua klank en vaardigheid op Nanton leken, maar nooit een gelijkwaardige vervanging vonden.

## Discografie
- Duke Ellington at Fargo, 1940 Live
- The Duke Ellington Carnegie Hall Concerts #1 - January 1943
- The Duke Ellington Carnegie Hall Concerts #2 - December 1944
- The Uncollected Duke Ellington & His Orchestra, Vol. 1 (1946)
- The Uncollected Duke Ellington & His Orchestra, Vol. 3 (1946)